# Вудард, Шарлейн
Шарлейн Вудард (англ. Charlayne Woodard; род. 29 декабря 1953) — американская актриса и драматург.

## Биография
Вудард родилась в Олбани (штат Нью-Йорк) и начала свою карьеру на бродвейской сцене с ролью в мюзикле «Волосы». В следующем году она добилась успеха с ролью в оригинальной бродвейской постановке мюзикла Ain’t Misbehavin', зарабатывая номинацию на премию «Тони». С тех пор она работала как на Бродвее, так и офф-бродвейской сценах, и четырежды номинировалась на «Драма Деск» на различные роли. Вудард никак не связана с актрисой Элфри Вудард.
Вудард за свою карьеру появилась в нескольких кинофильмах, включая «Взломщики» (1984), «Смерч» (1989), «Он сказал, она сказала» (1991), «Хороший полицейский» (1991), «Око за око» (1996), «Суровое испытание» (1996), «Отель «Миллион долларов»» (1999) и «Неуязвимый» (2000). Роль в фильме 1982 года «Жесткие чувства» принесла Вудард номинацию на премию «Джини».
На телевидении Вудард имела второстепенные роли в «Розанна», «Принц из Беверли-Хиллз», «Надежда Чикаго», «Скорая помощь» и «Закон и порядок: Специальный корпус», а также появилась в «Другой мир», «Фрейзер», «Сильное лекарство», «Кости» и «Чёрный список». Вудард также сыграла свою единственную главную роль в телефильме 1996 года «Бег за мечтой: История Гейл Диверс».

## Избранная фильмография
| Год  |   | Русское название | Оригинальное название | Роль          |
| ---- | - | ---------------- | --------------------- | ------------- |
| 2015 | с | Погоня за жизнью | Chasing Life          | Моника Брэдли |
| 2015 | с | Оставленные      | The Leftovers         | Лоис Мейкпис  |